# Dłaboczica

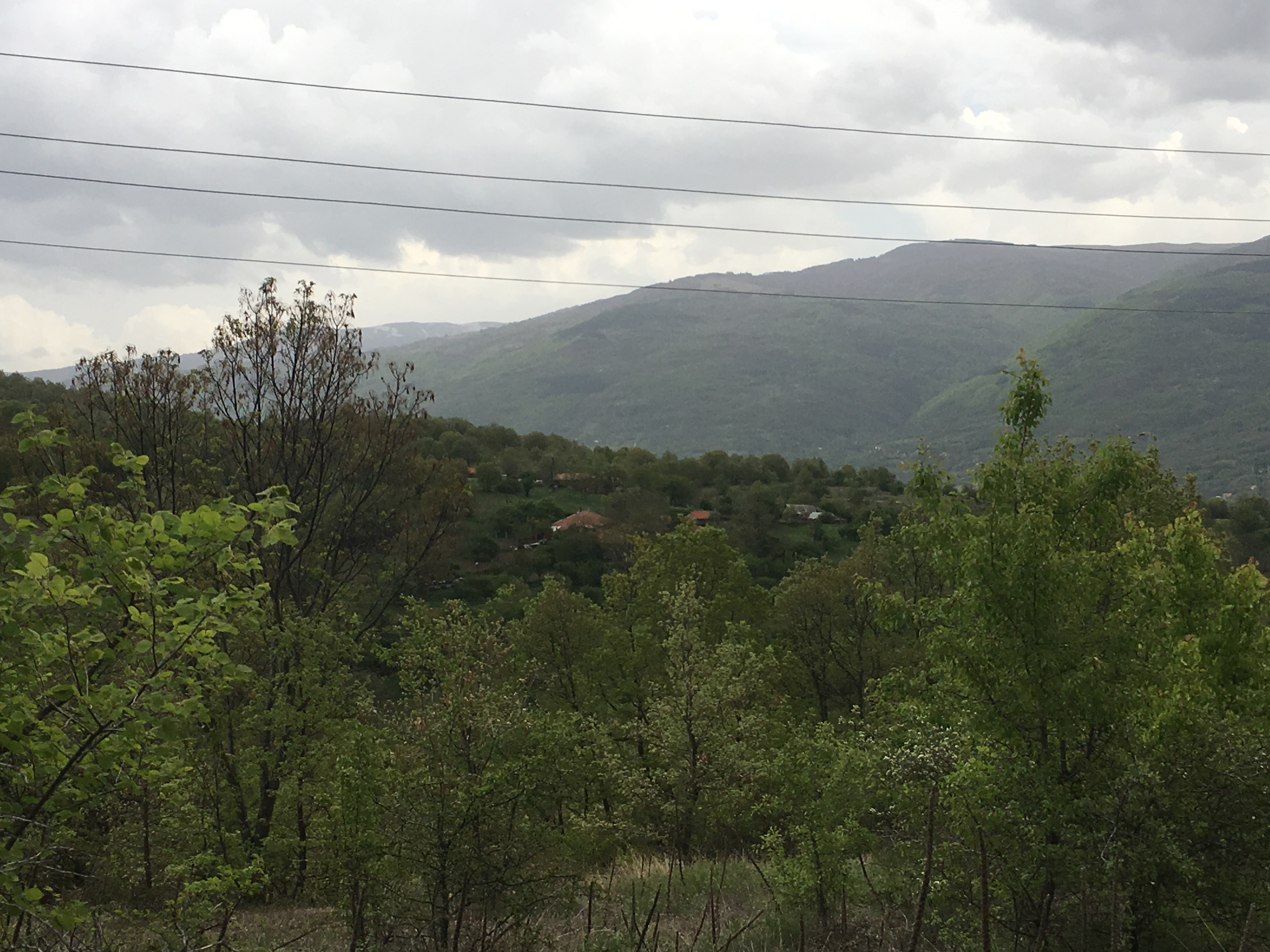
Dłaboczica

Dłaboczica lub Dlabočica (maced. Длабочица) – wieś w północno-wschodniej Macedonii Północnej, w gminie Kriwa Pałanka.
Osada liczy 208 mieszkańców.